# Adolf Fick
Adolf Eugen Fick, född 3 september 1829 i Kassel, död 21 augusti 1901 i Blankenberge, Flandern, var en tysk fysiolog.
Fick blev 1851 medicine doktor i Marburg, kallades 1856 till professor i fysiologi i Zürich samt var 1868-99 professor i Würzburg. Han invaldes som utländsk ledamot av svenska Vetenskapsakademien 1895.
Fick, som var en av 1800-talets mest framstående fysiologer, tillhörde Carl Ludwigs skola och ägnade sig åt de exakta vetenskapernas tillämpning inom fysiologin. I särskilt hög grad bidrog han till våra kunskaper om musklernas mekaniska arbete och den i dem försiggående värmebildningen. 
Fick utförde även viktiga undersökningar beträffande blodomloppets och sinnesorganens fysiologi.  Han var också starkt intresserad av filosofiska frågor, vilka han behandlade med stor självständighet. Han formulerade Ficks lag för diffusion.
Han var far till Rudolf Fick. Hans brorson Adolf Gaston Fick, var uppfinnaren av kontaktlinserna.